# 远志
远志（学名：Polygala tenuifolia）为远志科远志属下的一个种，又名“棘蒬”。

## 延伸阅读
[在维基数据编辑]
 《欽定古今圖書集成·博物彙編·草木典·遠志部》，出自陈梦雷《古今圖書集成》
 《植物名實圖考·遠志》，出自吳其濬《植物名實圖考》

## 外部連結
- 遠志 Yuanzhi （页面存档备份，存于） 藥用植物圖像數據庫 (香港浸會大學中醫藥學院) （中文）（英文）
- 遠志 中藥材圖像數據庫  (香港浸會大學中醫藥學院) （中文）（英文）
- 遠志 Yuan Zhi （页面存档备份，存于） 中藥標本數據庫 (香港浸會大學中醫藥學院) （繁體中文）（英文）
- 優┷噸酮 Euxanthone 中草藥化學圖像數據庫 (香港浸會大學中醫藥學院) （中文）（英文）